# 土原豊見親
土原 豊見親（んたばる とぅゆみゃ、生没年未詳）は、16世紀前期の多良間島の豪族である。

## 概要
童名は宇増呂（うどぅる、うそろ）、名は春源。宮古島の豪族仲宗根豊見親に従い、1500年のオヤケアカハチの乱で功績をあげた。その後鬼虎征伐にも参加した。このふたつの功績で尚真王から多良間島主に命ぜられ、豊見親の称号を授けられた。
また、御嶽の創建を行い、漁法の開発を行ったなどといわれており、土原豊見親のニーリ（宮古列島の古謡）やミャーカ（宮古列島の巨石墓）が残っている。
島内には1530年に土原豊見親が土地を開墾した記録が残っているが、生没年不詳。多良間島の多良間神社は、土原豊見親を祀ったものである。